# Francis Smerecki
Francis Smerecki (ur. 29 lipca 1949, zm. 7 czerwca 2018) – francuski piłkarz i trener polskiego pochodzenia.
W swojej karierze pracował jako trener wielu drużyn klubowych oraz francuskich reprezentacji narodowych. Karierę trenerską zakończył w 2015 roku.